# Il coraggio delle aquile
Il coraggio delle aquile (Les Aiguilles rouges) è un film del 2006 diretto da Jean-François Davy.

## Trama
Nel settembre 1960 la Francia è in guerra contro l'Algeria.
Patrick è in vacanza nella valle di Chamonix  con la sua pattuglia di otto scouts, tutti ragazzini tra i 12  e i 16 anni, ognuno con un carattere diverso dall'altro ma accomunati tutti dalla sete di avventura e dall'amore per i giochi spericolati. Data la loro turbolenza e assenza del minimo senso del pericolo, il capo scout decide di punirli e di metterli alla prova con una missione di tre giorni. La loro spedizione consiste nello scalare il Brevent, la cima davanti al Monte Bianco. Il tragitto è pieno di rischi e, inoltre, fa freddo e i poveri ragazzi, inesperti di arrampicata dovranno vedersela anche con la fame e la paura che prende allo stomaco.